# Root River, Algoma District
Root River är ett vattendrag i Kanada.   Det ligger i provinsen Ontario, i den sydöstra delen av landet, 700 km väster om huvudstaden Ottawa.
Omgivningarna runt Root River är en mosaik av jordbruksmark och naturlig växtlighet. Runt Root River är det glesbefolkat, med 9 invånare per kvadratkilometer.